# Eulenberg (Oberpfalz)
Der 817 m hohe Eulenberg liegt auf der Grenze zwischen dem Gemeindegebiet Schönsee im Oberpfälzer Landkreis Schwandorf Bayern, dem Gemeindegebiet Eslarn im Oberpfälzer Landkreis Neustadt an der Waldnaab und dem Gebiet der tschechischen Gemeinde Bělá nad Radbuzou.
Sein Gipfel liegt auf dem Gebiet des Marktes Eslarn, während die Einöde Eulenberg in Gipfelnähe an seinem Südwesthang zu Schönsee gehört.
Der Eulenberg gehört zum Reichensteinmassives, das sich vom Reichenstein über den Weingartnerfels auf der tschechischen Seite in die Plattenberghöhen fortsetzt und dann wieder auf der deutschen Seite im Eulenberg ausläuft.
Seit alter Zeit markiert der Eulenberg die Grenze zwischen Eslarn, Schönsee und Böhmen.
Davon zeugt schon ein Bericht über die Grenzmarkierung aus dem Jahre 1361 in dem Karl IV. und die Landgrafen von Leuchtenberg beurkundeten:
"Des ersten haben sie gemerket drei Buchen mit drei Kreuzen unter dem Eylenberg nahe der Böhmergrenze auf Dietersdorfer Feld und derselbe Rain soll stoßen auf Eslarner Feld ..."
Ebenso wird der Eulenberg in einer Grenzbeschreibung von 1777 erwähnt.

## Geotop
Der Gipfel des Eulenberges ist vom Bayerischen Landesamt für Umwelt als Geotop (Geotop-Nummer: 374R029) und Naturdenkmal ausgewiesen.